# Guido Rodríguez
Guido Rodríguez (nascut el 12 d'abril de 1994) és un futbolista professional argentí que juga com a migcampista defensiu al West Ham. Va ser membre de la selecció argentina que va guanyar la Copa del Món de la FIFA 2022.

## Carrera de club
Rodríguez va començar la seva carrera amb el River Plate, club amb el qual va debutar el 2014. Va romandre al club fins al 2016. Lluitant per tenir més temps de joc, només va aconseguir aparèixer en setze partits de lliga i dues vegades a la Copa Argentina. Rodríguez també va estar cedit amb el Defensa y Justicia el 2016, on va jugar quinze partits de Lliga.
L'estiu del 2016, Rodríguez es va incorporar al club mexicà Tijuana. Va jugar 39 partits a la Lliga i va marcar cinc gols.
El 7 de juliol de 2017, Rodríguez es va unir al Club Amèrica en un acord pel traspàs de 7 milions de dòlars, i allà es va trobar amb l'exentrenador del Tijuana Miguel Herrera.

## Carrera internacional
El 9 de juny de 2017, Rodríguez va obtenir la seva primera convocatòria amb la selecció argentina per un partit amistós contra el Brasil a Melbourne. Va entrar com a substitut de Paulo Dybala en la victòria argentina per 1-0.
El maig de 2019, Rodríguez va ser inclòs a la selecció argentina de 23 jugadors per a la Copa Amèrica 2019.
Va marcar el seu primer gol internacional en el partit del segon grup de l'Argentina de la Copa Amèrica 2021 el 18 de juny de 2021, l'únic gol en una victòria per 1-0 contra l'Uruguai.
L'11 de novembre de 2022, Rodríguez va ser inclòs a la selecció argentina de 26 jugadors per a la Copa del Món de la FIFA 2022.

## Palmarès
River Plate
- CONMEBOL Libertadores: 2015
- Copa Sudamericana: 2014

Amèrica
- Lliga MX: Apertura 2018
- Copa MX: Clausura 2019

Betis
- Copa del Rei: 2021–22[8]

Argentina
- Copa del Món de la FIFA: 2022[9]
- Copa Amèrica: 2021,[10] 2024[11]
- CONMEBOL–Copa de Campions de la UEFA: 2022[12]

Individual
- Migcampista defensiu de l'any de la Lliga MX: 2016-17, 2018-19
- Lliga MX Pilota d'Or: 2018–19